# Saint-Pierre-de-la-Fage
Saint-Pierre-de-la-Fage è un comune francese di 120 abitanti situato nel dipartimento dell'Hérault nella regione dell'Occitania.

## Società

### Evoluzione demografica
Abitanti censiti